# Алиев, Рауф Асиф оглы
Рауф Асиф оглы Алиев (азерб. Rauf Asif oğlu Əliyev; род. 27 мая 1956, Баку) — азербайджанский государственный деятель. Депутат Национального собрания Азербайджана III, IV, V, VI созывов.

## Биография
Родился 27 мая 1956 года в Баку. Окончил факультет бурения скважин нефти и газа Азербайджанского института нефти и химии.
C 1978 года работал старшим инженером в Бакинском газовом управлении. 
С 1983 года являлся помощником председателя комитета по государственному профессиональному образованию, начальником управления Министерства образования Азербайджана.
С 1994 года — помощник министра молодёжи и спорта Азербайджана.
С 2000 по 2005 год — начальник спортивно-оздоровительного центра «Нефтчи».
Член правления партии «Новый Азербайджан».
Депутат Национального собрания Азербайджана III, IV, V, VI созывов.
Член комиссии по труду и социальной политике, комиссии по делам женщин, семьи и детей, счётной комиссии парламента Азербайджана.
Руководитель межпарламентской рабочей группы Азербайджан — Болгария. Член межпарламентских рабочих групп по отношениям с Китаем, Францией, Хорватией, Колумбией, Кореей, Киргизией, Таиландом, Венесуэлой.
Член делегации Азербайджана в Межпарламентской ассамблее СНГ, Парламентской ассамблее Евронест.
С 2004 года является вице-президентом Ассоциации футбольных федераций Азербайджана.
Президент Федерации детского и юношеского футбола Азербайджана (с 2016).
Член исполнительного комитета Федерации гимнастики Азербайджана (с 2015).
Являлся членом исполнительного комитета Олимпийского комитета Азербайджана

## Награды
- Орден «Слава» (26 мая 2016 года) — за активное участие в общественно-политической жизни Азербайджанской Республики[4][5]
- Орден «Содружество» (29 ноября 2018 года, Межпарламентская ассамблея СНГ) — за активное участие в деятельности Межпарламентской Ассамблеи и её органов, вклад в укрепление дружбы между народами государств — участников Содружества Независимых Государств[6]
- Медаль «За укрепление парламентского сотрудничества» (16 апреля 2015 года, Межпарламентская ассамблея СНГ) — за особый вклад в развитие парламентаризма, укрепление демократии, обеспечение прав и свобод граждан в государствах — участниках Содружества Независимых Государств[7]
- Медаль «МПА СНГ. 25 лет» (27 марта 2017 года, Межпарламентская ассамблея СНГ) — за заслуги в деле развития и укрепления парламентаризма, за вклад в развитие и совершенствование правовых основ функционирования Содружества Независимых Государств, укрепление международных связей и межпарламентского сотрудничества[8]
- Почётная грамота Совета МПА СНГ (24 ноября 2016 года, Межпарламентская ассамблея СНГ) — за активное участие в деятельности Межпарламентской Ассамблеи и её органов, вклад в укрепление дружбы между народами государств — участников Содружества Независимых Государств[9]